# Ключевський (смт)
Ключе́вський (рос. Ключевский) — селище міського типу у складі Могочинського району Забайкальського краю, Росія. Адміністративний центр та єдиний населений пункт Ключевського міського поселення.

## Населення
Населення — 1356 осіб (2010; 1694 у 2002).